# Usavich
Usavich (ウサビッチ?) (dal giapponese: うさぎ "usagi", coniglio, e “vich”, per conferire un suono russo al nome) è una serie di cortometraggi animati prodotta per MTV Japan da Kanaban Graphics dal 2006. Racconta la storia di una curiosa coppia di conigli imprigionati in Unione Sovietica.
La prima stagione mostra le assurde attività giornaliere dei due conigli prigionieri; la seconda serie racconta le avventure della loro fuga dalla prigione; la terza serie narra la scalata di una torre per raggiungere un paio di scarpe da ginnastica. Le successive stagioni sono inedite in Italia: la quarta serie è incentrata sulle molteplici funzioni del robot Mekanenko, la quinta si svolge in una foresta dove i protagonisti hanno trovato rifugio dalla polizia, incrociando però la strada di un altro coniglio che vuole derubarli. Infine la sesta serie è un prequel che racconta l'inizio della prigionia.

## Ambientazione
Gli episodi sono molto musicali. Quasi tutte le azioni sono associate ad un suono e molti episodi della prima serie iniziano con un beat jazz accompagnato dal suono cigolante di Putin che balla la Kozachok sul suo letto. Ogni episodio si chiude con la corale Jesu bleibet meine Freude di J.S. Bach cantata Herz und Mund und Tat und Leben (BWV 147). Non ci sono dialoghi. Vi sono incomprensibili bisbigli, e solitamente nessuna parola è intelligibile (anche se, nella seconda serie, alcune frasi russe sono udibili con chiarezza). Ogni cosa è comunicata attraverso suoni o tramite le espressioni di paura, rabbia, ecc. dei personaggi.

## Personaggi

### Kirenenko
Kirenenko indossa un'uniforme da prigioniero a righe rosse, numero 04. Ha una spilla da balia infilata attraverso l'orecchio sinistro. In origine un boss mafioso, è stato condannato a morte. Ha un fratello gemello, Kilnenko, ed entrambi finirono in una trappola tesa dal Boss, usando come esca proprio le scarpe da ginnastica. Nel flashback nessuno dei due gemelli ha "ricuciture" come appare Kirenenko e i due appaiono come le sue due personalità (tranquillo e iracondo), infatti l'attuale Kirenenko è il risultato della fusione dei due fratelli, ricuciti insieme dopo l'esplosione. Solitamente è tranquillo, ma è estremamente pericoloso quando si arrabbia ed impazzisce trasfigurandosi in un demone. Ama l'ordine e non tollera chiunque incroci il suo cammino o si intrometta nei suoi affari. Colleziona scarpe da ginnastica ed è solitamente disinteressato al mondo che lo circonda mentre legge la sua rivista che pubblicizza scarpe. Non gli importa altro che le scarpe. È inoltre praticamente invulnerabile alle armi normali: proiettili e mazze non lo feriscono nemmeno; neppure il veleno ha effetto su di lui. Se viene ucciso, può essere facilmente resuscitato riattaccandone i pezzi. Sembra non piacergli il pesce.

### Putin
Putin indossa un'uniforme da carcerato a righe verdi, numero 541. Le sue orecchie sono annodate ed è di carattere mite. Ama ballare la Kozachok sul proprio letto (l'episodio 12 lo vede ballare nel sonno). Generalmente bighellone, quando la porta gli dà un test da completare, Putin riesce quasi a passarlo a pieni voti, fin quando sbaglia ad identificare il sesso di un pulcino travestito posizionandolo nella cassetta delle femmine anziché in quella dei maschi. Gli piace divertirsi ma finisce spesso nei guai. È un onesto lavoratore che una volta mancò un giorno di lavoro a causa dei postumi di una sbornia e venne condannato a 3 anni di carcere con l'accusa di essere un agente del capitalismo. In ogni caso, si gode la vita nel carcere con il suo cibo gratuito. Ad un solo giorno dall'essere scarcerato, segue Kirenenko fuori dalla prigione. È spesso colto da attacchi di panico, il suo muso diventa blu, rosso e bianco quando è nervoso a seconda delle gravità della situazione. Può capitare che si metta a gridare in situazioni particolarmente pericolose. Regge pochissimo l'alcool: una sola coppa di vino è sufficiente a farlo ubriacare. Finisce male sin dal primo episodio. È un abilissimo meccanico, in grado di costruire robot, montare macchine e smontare armi in pochissimi secondi.

### Leningrad
Leningrad è una rana che vive nella toilette della cella di Putin e Kirenenko e che successivamente seguirà i due conigli nel loro viaggio. Fa poco più che gracidare, mangiare Komanech e defecarla subito dopo. Comunque svolge un ruolo importante negli episodi musicali, aggiungendosi al ritmo e facendo boccheggiare Putin, che avviene anche questo ritmicamente. I suoi genitori compaiono sporadicamente tra la prima e la quarta stagione e poi più frequentemente nella quinta: sua madre è poco più grande e indossa una collana, il padre è enorme in confronto al resto della famiglia, è alto quanto i conigli, che può catturare con la lingua senza difficoltà, e ha un vistoso paio di baffi.

### Komanech
Komanech è un pulcino transessuale trovato da Putin mentre suddivideva pulcini per genere durante l'Episodio 2. Sua madre (padre travestito) gli fa visita durante l'Episodio 6 e viene mangiata da Kirenenko. Sembra essere masochista. Anche lui seguirà i due conigli nel loro viaggio.

### Guardiani della prigione
Diverse guardie e lavoranti della prigione visitano Putin e Kirenenko nella loro cella. Non sono mai completamente visibili, e i personaggi dall'altro lato della porta sono indicati dalle diverse forme che le porte assumono. L'episodio 3 svela brevemente come siano anch'essi conigli.
- Kanshukov – guardie generiche (da kanshu, parola giapponese che indica i secondini)
- Rodov – capo lavoratori (da rodou, lavoro)
- Zenirov - cassiere (da zeni, soldi)
- Shokeisky - boia (da shokei, esecuzione)

Appaiono tutti esclusivamente nella prima stagione, ad eccezione di Kanshukov che ricompare nell'ultima puntata della terza stagione (dentro la camionetta che trasporta il Boss) e nel prequel, in cui è mostrato che sono almeno cinque.

### Borisov e Koptsev
Borisov e Koptsev (o Kopukiev) sono ufficiali di polizia militare, che inseguono Kirenenko. Koptsev è un autista mentre Borisov è un cecchino. Entrambi i personaggi appaiono nella seconda stagione, nell'ultimo episodio della terza e nell'ultimo della quarta.

### Il Boss (Zrzolov)
Il Boss è il proprietario della torre, ambientazione della terza serie. Lo si può solitamente vedere con due coniglie (Zoya e Iriya). È ricco, avido e narcisista. Durante la terza stagione cerca di uccidere Kirenenko e prenderne i soldi. Il suo nome è Zrzolov, ed è ricercato con una taglia di 1000000 rubli. Ama il sesso. In passato aveva cercato di uccidere i gemelli Kirenenko e Kilnenko usando delle scarpe da ginnastica come esca.

### Mekanenko
Un robot costruito da Putin nell'episodio 35, per spaventare i cecchini inviati dal Boss. Si unirà ai personaggi da lì in poi.

### Kilnenko
Kilnenko è il fratello gemello di Kirenenko. Dalle taglie dei banditi apparsi nell'episodio 39, si può supporre che sia ricercato a piede libero. Compare nell'episodio 48, in videochiamata attraverso Mekanenko, e nell'episodio 59, in cui ha un breve incontro con gli altri conigli, dopodiché viene portato lontano da un missile. Come Kirenenko, colleziona scarpe da ginnastica e quando legge è avulso da ciò che accade intorno a lui.

### Kedamsky
Kedamsky (da kedama, palla di pelo) è un coniglio dal folto pelo bianco a chiazze grigie. Compare dalla quinta stagione e prova sempre a sottrarre il cibo a Putin e rubare la valigia di Kirenenko. Nel prequel occupa la cella di fianco a quella di Kirenenko e ha il numero 05 dipinto sul pelo. Non è chiaro se sia evaso o se sia stato rilasciato.

## Episodi

### Prima stagione (2008)
| nº | Titolo             | Prima TV Italia MTV |
| -- | ------------------ | ------------------- |
| 1  | Time for food      | 18 ottobre 2010     |
| 2  | Time for work      | 19 ottobre 2010     |
| 3  | Time for shower    | 20 ottobre 2010     |
| 4  | Time for pleasure  | 21 ottobre 2010     |
| 5  | Time for dancing   | 22 ottobre 2010     |
| 6  | Time for visitors  | 23 ottobre 2010     |
| 7  | Time for exercise  | 24 ottobre 2010     |
| 8  | Time for gambling  | 25 ottobre 2010     |
| 9  | Time for a snack   | 26 ottobre 2010     |
| 10 | Time for toilet    | 27 ottobre 2010     |
| 11 | Time for execution | 28 ottobre 2010     |
| 12 | Time for torture   | 29 ottobre 2010     |
| 13 | Time for release   | 30 ottobre 2010     |

### Seconda stagione (2009)
| nº | Titolo                       | Prima TV Italia MTV |
| -- | ---------------------------- | ------------------- |
| 14 | Watch for aggressive drivers | 5 dicembre 2010     |
| 15 | Watch the road               | 6 dicembre 2010     |
| 16 | Watch for uphill traffic     | 7 dicembre 2010     |
| 17 | Watch for snipers            | 8 dicembre 2010     |
| 18 | Watch for dancers            | 9 dicembre 2010     |
| 19 | Watch for missiles           | 10 dicembre 2010    |
| 20 | Watch for punctures          | 11 dicembre 2010    |
| 21 | Watch your speed             | 12 dicembre 2010    |
| 22 | Watch for thanks             | 13 dicembre 2010    |
| 23 | Watch for mods               | 14 dicembre 2010    |
| 24 | Watch for fakes              | 15 dicembre 2010    |
| 25 | Watch for inspection         | 16 dicembre 2010    |
| 26 | Watch for general offensive  | 17 dicembre 2010    |

### Terza stagione (2010)
| nº | Titolo               | Prima TV Italia MTV |
| -- | -------------------- | ------------------- |
| 27 | The first floor      | 11 luglio 2011      |
| 28 | The second floor     | 12 luglio 2011      |
| 29 | The third floor      | 13 luglio 2011      |
| 30 | The fourth floor     | 14 luglio 2011      |
| 31 | The fifth floor      | 15 luglio 2011      |
| 32 | The sixth floor      | 18 luglio 2011      |
| 33 | The seventh floor    | 19 luglio 2011      |
| 34 | The eighth floor     | 20 luglio 2011      |
| 35 | The ninth floor      | 21 luglio 2011      |
| 36 | The tenth floor      | 22 luglio 2011      |
| 37 | The eleventh floor   | 25 luglio 2011      |
| 38 | The twelfth floor    | 26 luglio 2011      |
| 39 | The thirteenth floor | 27 luglio 2011      |

### Quarta stagione (2011)
| nº | Titolo               |
| -- | -------------------- |
| 40 | Cooking machine      |
| 41 | Cleaning machine     |
| 42 | Merge machine        |
| 43 | Washing machine      |
| 44 | Dance machine        |
| 45 | Refrigerator machine |
| 46 | Washroom machine     |
| 47 | Game machine         |
| 48 | TV Phone machine     |
| 49 | Magic machine        |
| 50 | Broken machine       |
| 51 | Window Wipe machine  |
| 52 | Car machine          |

### Quinta stagione (2013)
| nº | Titolo                  |
| -- | ----------------------- |
| 53 | Forest of fur           |
| 54 | Forest of hide-and-seek |
| 55 | Forest of mushroom      |
| 56 | Forest of Komanech      |
| 57 | Forest of dance         |
| 58 | Forest of frog          |
| 59 | Forest of brother       |
| 60 | Forest of hole          |
| 61 | Forest of sleep         |
| 62 | Forest of trap          |
| 63 | Forest of fishing       |
| 64 | Forest of horror        |
| 65 | Forest of dash          |

### Sesta stagione - prequel (2015)
| nº  | Titolo                     |
| --- | -------------------------- |
| -12 | The beginning of revival   |
| -11 | The beginning of food      |
| -10 | The beginning of nap       |
| -9  | The beginning of toilet    |
| -8  | The beginning of shoes     |
| -7  | The beginning of doors     |
| -6  | The beginning of jail      |
| -5  | The beginning of dancing   |
| -4  | The beginning of work      |
| -3  | The beginning of frog      |
| -2  | The beginning of invention |
| -1  | The beginning of neighbor  |
| 0   | The beginning of freedom   |

## Veicoli
La seconda stagione presenta alcune automobili e mezzi militari sovietici. Moskvitch 407 è la macchina che Kirenenko e Putin impiegano per la loro fuga, i civili guidano delle Lada VAZ-2101, e i militari utilizzano delle autopattuglie Lada VAZ-2105, delle macchine corazzate BA-20 e perfino un carro armato KV-1. L'auto dei due protagonisti è targata "UC0079", chiaro riferimento a Gundam.